# Photosite
Il photosite (fotosito) è il più piccolo spazio all'interno di un sensore di immagini con uno o più elementi fotosensibili a semiconduttore in grado di trasformare un flusso luminoso in una determinata quantità di cariche elettriche.

## Fotositi e pixel
Mentre il pixel è un concetto informatico, che appartiene quindi alla categoria del software e il suo contenuto informativo è un gruppo di dati che descrive le caratteristiche cromatiche del più piccolo dettaglio dell'immagine, il fotosito, invece, è un luogo fisico, appartenente quindi alla categoria dell'hardware. In alcuni tipi di sensori (in bianco e nero o a colori tipo Foveon) tutte le informazioni relative a un pixel provengono dallo stesso fotosito. Invece nei sensori a schema Bayer, o simili, l'informazione relativa al colore di ogni fotosito viene dedotta da un gruppo di elementi sensibili adiacenti.

## Struttura del fotosito
Nel fotosito, oltre all'elemento sensibile, è presente generalmente un microscopico sistema ottico che sovrasta il photodetector formato da un piccolo cristallo con forma a calotta quasi-sferica avente la funzione di catturare la maggior parte di luce possibile di quella incidente sulla superficie del sensore. Talvolta questo cristallo (o resina trasparente) è un elemento unitario colorato "R" o "G" o "B" del filtro Bayer, il cosiddetto C.F.A. (Color Filter Array). Invece nei sensori di tipo Foveon in ogni fotosito sono presenti più elementi sensibili relativi ai tre colori fondamentali.
Il fotosito è inoltre la parte unitaria di un luogo più ampio che è chiamato generalmente sensore. Le caratteristiche del fotosito permettono di capire, sia dal punto di vista elettrico, sia da quello ottico, il modo con cui vengono catturati i singoli elementi che formano le immagini.